# Не отрекаются любя
Не отрекаются любя.
Ведь жизнь кончается не завтра.
Я перестану ждать тебя,
А ты придёшь совсем внезапно.
Не отрекаются любя.
А ты придёшь, когда темно,
Когда в окно ударит вьюга,
Когда припомнишь, как давно
Не согревали мы друг друга.
Да. Ты придёшь, когда темно.
«Не отрекаются любя» — песня Марка Минкова на стихи Вероники Тушновой. Обрела популярность в исполнении Аллы Пугачёвой. Впервые прозвучала в 1976 году. Была включена в альбом «Зеркало души», в концертную программу «Женщина, которая поёт», стала лауреатом Всесоюзного телевизионного фестиваля советской песни «Песня-77».
В результате проведённого в 2015 году журналом «Русский репортёр» социологического исследования, текст песни занял 36 место в топ-100 самых популярных в России стихотворных строк, включающем, в числе прочего, русскую и мировую классику.

## История создания
В книгах Тушновой публикация стихотворения (как и многих других) не сопровождается датировкой.
Поэтесса Вероника Тушнова была одним из увлечений поэта Александра Яшина, посвятила ему цикл стихотворений «Сто часов счастья», в который и входило стихотворение «Не отрекаются любя».
В 1976 году Марка Минкова пригласили в Театр Пушкина написать музыку для лирической комедии Александра Хмелика «Мужчины, носите мужские шляпы», где и прозвучала песня «Не отрекаются любя» в исполнении одной из актрис.
Спустя некоторое время её записала на пластинку вместе с ансамблем «Водограй» украинская певица Людмила Артёменко, а первое публичное исполнение Аллой Пугачёвой состоялось в ноябре 1977 года, на концерте ко Дню милиции, транслировавшемся в прямом эфире советского телевидения.
Однако отдельные источники указывают, что стихи были написаны задолго до публикации сборника «Сто часов счастья», ещё в 1944 году и, скорее всего, были посвящены первому мужу Тушновой и отцу её единственной дочери, Юрию Борисовичу Розинскому, по неизвестной причине покинувшему семью в тяжёлое военное время.

### Комментарии
1. ↑  Представлен фрагмент текста с целью ознакомления и для узнаваемости песни. Текст защищён законами об авторском праве и не может быть опубликован целиком.